# Paul McGinn
Paul McGinn (* 22. Oktober 1990 in Glasgow) ist ein schottischer Fußballspieler, der beim FC Motherwell unter Vertrag steht.

## Karriere
Paul McGinn spielte in seiner Jugend für den AFC St. Josephs und FC Queen’s Park in Glasgow. Für Queen’s Park debütierte McGinn am 2. Mai 2009 in der Drittligasaison 2008/09 gegen die Raith Rovers. Nach seiner Einwechslung in der 59. Spielminute, sah er bei der 0:1-Niederlage in der 90. Minute die Rote Karte. Im September 2012 unterschrieb McGinn einen Vertrag beim Erstligisten FC St. Mirren. Im November desselben Jahres wurde er zurück an Queen’s Park verliehen. Danach wurde er an den Zweitligisten FC Dumbarton verliehen. Nach der Leihe wurde er fest verpflichtet. Als Stammspieler absolvierte er für den Verein 35 von 36 möglichen Zweitligaspielen in der Saison 2013/14. Im Juni 2014 wechselte McGinn gemeinsam mit seinem Teamkollegen Paul McGowan zum Erstligaaufsteiger FC Dundee. Nach zwei Jahren wechselte der Defensivspieler nach England zum FC Chesterfield. Der Zweijahresvertrag wurde bereits nach einer Saison aufgelöst. Im August 2017 unterschrieb er für eine Saison bei Partick Thistle. In der Saison 2017/18 stieg die Mannschaft aus Glasgow nach der Relegation gegen den FC Livingston ab. McGinn unterschrieb daraufhin zum zweiten Mal in seiner Karriere beim FC St. Mirren, der zuvor als Meister der Scottish Championship aufgestiegen war. Im Januar 2020 wechselte er zu Hibernian Edinburgh und 2022 zum FC Motherwell.

## Familie
Die Brüder von Paul McGinn, John und Stephen sind ebenfalls Fußballspieler. Sein Großvater Jack McGinn war Fußballprofi und später Vorsitzender bei Celtic Glasgow und Präsident der Scottish Football Association.